# الإعلان العالمي لحقوق اللسانيات

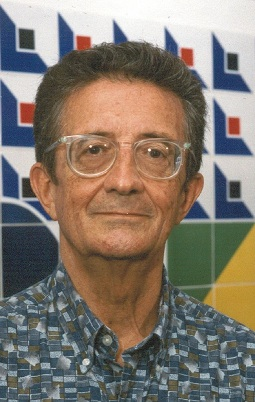

الإعلان العالمي لحقوق اللسانيات (يُعرف أيضاً بإعلان برشلونة) هو وثيقة وقّعها نادي القلم الدولي وعدد من المنظمات غير الحكومية عام 1996 لحماية حقوق اللسانيات، وتحديداً تلك اللغات المعرضة لخطر الانقراض. أُقرّت الوثيقة في ختام المؤتمر العالمي لحقوق اللسانيات، والذي وقع بين السادس والتاسع من شهر يونيو عام 1996 في برشلونة بإسبانيا. قُدّم الإعلان أيضاً إلى المدير العام لمنظمة اليونيسكو عام 1996. لكن الإعلان لم يحظ بالقبول الرسمي من اليونيسكو.

## تاريخ

### البدايات
أُدرجت اللغة ضمن الإعلان العالمي لحقوق الإنسان، الصادر عام 1948، باعتبارها إحدى الفئات التي تتطلب تساوي الحقوق. لكن الإعلان العالمي لحقوق الإنسان لا يسرد صراحة أو يوضح حقوق اللسانيات. وبالرغم من وجود إعلانات وقوانين تحمي لغات بعينها وتصون حقوقها، لكن لم يتضمن الإعلان وثيقةً شاملة في تلك الفترة تشير إلى جميع اللغات أو حقوق اللسانيات العالمية. وهكذا، حاول المشرعون ملء تلك الثغرة عن طريق التأكيد على أهمية الحقوق اللغوية في المشهد الدولي.
بالإضافة لما سبق، يأخذ الإعلان العالمي لحقوق اللسانيات بالاعتبار عدداً من السياسات التي حثّت على احترام حقوق اللسانيات. بعضٌ من هذه الوثائق:
- إعلان حقوق الأفراد الذين ينتمون إلى أقليات قومية وإثنية ودينية ولغوية.
- الاتفاقية الأوروبية لحقوق الإنسان
- الميثاق الأوروبي للغات الإقليمية أو لغات الأقليات
- الاتفاقية الإطارية لحماية الأقليات القومية
- العهد الدولي الخاص بالحقوق المدنية والسياسية
- الإعلان العالمي للحقوق الجماعية للأفراد

اقتُرحت فكرة الإعلان بداية عام 1984، حيث طرحها البرازيلي فرانسيسكو غوميز دي ماتوس على الاتحاد الدولي لمُدرسي اللغات الحديثة، وكانت بمثابة التماسٍ للإعلان العالمي لحقوق اللسانيات. سرد دي ماتوس بعض حقوق اللسانيات الأساسية، بالإضافة إلى مضامينها التعليمية.
من أبرز النشاطات التي حثّت على الإعلان العالمي لحقوق اللسانيات هي الندوة الثانية عشر للرابطة الدولية لإنماء التواصل بين الثقافات، وذلك عام 1987 في مدينة ريسيفي البرازيلية، والتي اقترحت مقدمة إعلان حقوق اللسانيات. تبنت الندوة لاحقاً إعلاناً تمهيدياً احتوى أنماطاً أساسية من حقوق اللسانيات.

### ردود الأفعال
إحدى التعليقات حول الإعلان العالمي كانت حول طبيعة هذا الإعلان، والتي وُصفت بالمثالية. حيث يعتبر الإعلان جميع اللغات متساوية، ويرفض مصطلحات مثل لغة رسمية أو لغة مناطقية أو لغة أقلية، ويدافع بقوة عن استخدام لغات المجتمعات التاريخية بشكل كامل.
تنصّ الفقرات المتعلقة بالقضايا التعليمية (الفقرات 25 و26 و30) على أن يوفر النظام التعليمي الدعم الكامل في سبيل تنمية اللغات المجتمعية واللغات الأخرى التي من الواجب معرفتها ودراستها في المدارس حتى يصبح المرء طليقاً بها وقادراً على التحدث بها واستخدامها في المناسبات الاجتماعية. بالإضافة إلى ذلك، يجب إجراء الأبحاث المتعلقة باللغات وثقافة المجتمعات اللغوية على مستوى الجامعة. ظهر جدل حول تلك “الحقوق” المنصوص عليها في الفقرات، أي أنها ستبقى ميزة في يد المجتمعات اللغوية القوية، والسبب هو أن الإعلان يجبر السلطات على إصدار عقوبات في الحالات التي يتم فيها الاعتداء على تلك الحقوق. برزت أيضاً الشكوك المتعلقة برغبة الحكومات في تبني وثيقة كهذه، فالعديد من الحكومات (ما عدا السلطات الإقليمية في إسبانيا، ككتالونيا ومنورقة والباسك) تجد صعوبةً في التسوية بين المبادئ الأساسية للإعلان وسياسات وممارسات البلد المتعلقة باللغة. حيث تدعو الحاجة إلى إيجاد توازنٍ بين القوانين التي تفرضها الحكومات وحماية حقوق الأفراد في المجتمعات اللغوية المختلفة. تُعتبر بعض الأمور والاعتبارات، كالاعتراف بالحقوق البشرية الأساسية للأقليات، ملحة أكثر من الحقوق اللسانية. لذا يتم تجاهل الحقوق اللسانية قبل توفير حقوق الإنسان الأساسية بشكل صحيح. كما أن تكلفة تنفيذ العقوبات هي معضلة حقيقية. لكن المشكلة الأهم هي أن الفقرة ليست مُلزمة قانونياً، ولم تُحدد أبداً الجهات المسؤولة عن تطبيق ما جاء في الإعلان.
وهناك أيضاً مشكلةٌ تتمثل في إعطاء المجتمعات اللغوية المزيد من الحقوق وفقاً للإعلان. ففي سياق التعليم، لوحظ أن أي مجموعة من الأفراد لا تنتمي إلى المجتمعات اللغوية (أو المماثلة للأقليات القومية إقليمياً) سيتم ضمها واستيعابها، وبالتالي، فحصول الفرد على حق التعليم وفقاً للغة الإقليم لا يماثل حصول الفرد على حق التعليم بلغته الأم.

## تطويرات

### الجهود المبذولة للمصادقة على القرار
لا يعتبر الإعلان دستورياً، ولم تصدّق عليه الجمعية العامة للأمم المتحدة، خلافاً للإعلان العالمي لحقوق الإنسان. وبالرغم من نشر النص من طرف اللجنة عام 1998، والتي أرفقت النص برسائل مؤيدة بعثها قادة العالم، لم تصدّق اليونيسكو على تلك الوثيقة. في التاسع عشر من شهر أبريل عام 2002، دعى نادي القلم الدولي ومنظمة CIEMEN غير الربحية إلى قمة خلال المؤتمر العالمي لسياسيات اللغات في برشلونة. اقترح الاتحاد الدولي لمُدرسي اللغات الحديثة تعديل الإعلان كي يتم قبوله وتنفيذه. برزت أيضاً جهودٌ أخرى لدعم الإعلان العالمي لحقوق اللسانيات عن طريق المؤتمرات والمقترحات في عام 2003.
منذ عام 2008، مارست منظمة CIEMEN الضغط الدولي كي تضع الحقوق اللغوية في أجندة الدول الأعضاء في مجلس حقوق الإنسان التابع للأمم المتحدة. وبصرف النظر عن الردود الإيجابية التي تلقتها الوثيقة، لم تصل الدول الأعضاء إلى إجماعٍ حول المسألة، ولم ترغب أن تكون أولى الدول التي تتبنى هذا المقترح. نُظّم حدثٌ في جنيف عام 2008 تحت عنوان “حقوق اللسانيات لتحسين حقوق الإنسان” تزامناً مع الجلسة الثامنة لمجلس حقوق الإنسان التابع للأمم المتحدة. هدفَ ذلك الحدث إلى جمع الدعم الكافي للإعلان كي يتم طرحه في جلسة سبتمبر خلال اجتماع المجلس. عبّر سفراء دولٍ كالمكسيك وبوليفيا وتشيلي وأرمينيا ونيجيريا عن دعم دولهم في سلسلة من المقابلات. ولاحقاً في شهر سبتمبر، دُعيت اللجنة الاستشارية التابعة لمجلس حقوق الإنسان التابع للأمم المتحدة، وطُلب منها اتخاذ الخطوات اللازمة لعرض المقترح، أملاً في إضافة الإعلان العالمي لحقوق اللسانيات إلى الإعلان العالمي لحقوق الإنسان.

### الداعمون
حتى اليوم، حصل الإعلان العالمي لحقوق اللسانيات على دعم عددٍ من الشخصيات البارزة على الصعيد الدولي، ومن بين هذه الشخصيات: نيلسون مانديلا، رونالد هارود، هوميرو آريديجيس، نعوم تشومسكي، جوزيه راموس هورتا، الدالاي لاما الرابع عشر، الدكتور إم. آرام، ديزموند توتو، ريكاردو ماريا كارليس غوردو، أدولفو بريز إيسكيبل، خوسيه كاريراس، شيموس هيني، نغوغي وا ثيونغو، شمعون بيريز، جوديت ماسكو، بيتر غابرييل، خوان أورو.